# TOP POP MUSIC
『TOP POP MUSIC』は、ラジオ大阪の音楽番組。1960年代、1970年代の洋楽を扱う。

## 概要
「サウンド・ドリーマー」の放送枠を再編成して2014年7月7日に開始した。23時からの「シアター23」は「古典芸能の語り口調」で楽曲や音楽家の裏話を紹介する。月曜は落語、水曜は浪曲、火曜は「シチュエーションセレクト」、木曜は「ノンストップディスコ」、をそれぞれ主題とする。
ラジオ大阪の平日23時以降で、帯番組として1時間以上のワイド番組はこの番組を最後に4年間途絶えていたが、2022年4月に『サクラバシ919』という形で復活した。

## 放送時間
月 - 木曜日、22:30 - 23:30

## 出演者
- パーソナリティ - 長田和彦（2014年7月7日 - 2017年3月30日）
- シアター23・ミュージックテラー - 月曜 桂米紫、水曜 春野恵子

2017年4月からのパーソナリティ
- 月曜、火曜 - 土山和子 2017年4月3日 -
- 水曜、木曜 - 田辺モット 2017年4月5日 -